# Anatoli Kouzitchev
Anatoli Alexandrovitch Kouzitchev (en russe : Анато́лий Александрович Ку́зичев), né le 15 mai 1969 à Moscou (URSS), est un présentateur de télévision, animateur de radio russe, critique et producteur. Il présente l'émission Le temps nous le dira (« Время покажет ») sur la Première chaîne (« Первый канал », Pervy Kanal) (depuis 2017). Auparavant, il était directeur de programme de la station de radio Maïak (« Маяк », Phare), de 2007 à 2014, producteur en chef de la radio Vesti FM (« Вести FM »), de 2008 à 2014, et de Kommersant FM («Коммерсантъ FM»), de 2014 à 2016.

## Biographie
Anatoli Kouzitchev est diplômé de l'université d'État de construction civile de Moscou et il étudie à la faculté de sociologie de l'université d'État de Moscou, mais n'y termine pas ses études,.
De 1987 à 1990, il effectue son service militaire dans la marine soviétique à bord du Maréchal Nedeline (в/ч 20252). Il sert à la salle de radio. Il est supporter du club de football Spartak.

### Médias
Il commence sa carrière d'animateur radio en 1993. Il est d'abord DJ sur les radios Panorama, Radio Rocks, Nostalgie Russie. De 1998 à 2001, il travaille pour les chaînes de télévision TV 6 où il présente l'émission Jour après jour. D'octobre 2001 à juin 2002, il présente avec Anastasia Tchernobrovina l'émission d'information et de divertissement Le Grand Bain («Большое плавание») sur la 3e chaîne («Третий канал», Tretiy Kanal) (TVRK «Московия», Moscovie), qui occupait une partie du temps d'antenne à Moscou sur la chaîne TV Centre. Puis il passe sur la chaîne ORT (devenue ensuite Perviy Kanal) pour l'émission Dobroïe outro (Bonjour) qu'il présente en 2002-2003,, puis de septembre à décembre 2003, il présente la rubrique matinale «ОТК».
Après avoir quitté la chaîne, il est rédacteur et producteur de plusieurs films documentaires diffusés sur TVS, Perviy Kanal, TV Centre et NTV. De 2004 à 2006, il est critique pour la radio Écho de Moscou («Эхо Москвы»).
En 2007, Anatoli Kouzitchev passe à la VGTRK au poste de directeur de programme de la radio Maïak. Après la réorganisation de cette radio, il fonde une nouvelle station de radio d'information, Vesti FM. Le 5 février 2008, il prend le poste de producteur en chef de Vesti FM, où il présente Le Matin avec Anatoli Kouzitchev, Internet-café Arobase («Интернет-кафе „Соб@ка“) avec Maxime Kononenko et une émission pour les automobilistes Autodémontages. Il participe à la création du programme de Tina Kandelaki Alternative (septembre 2010-janvier 2011). En 2009, il dirige avec Dmitri Itsovitch l'émission scientifique Science 2.0 sur Vesti FM. Le 25 décembre 2010, la version télévisée de cette émission commence sur Rossiya 24 avec les mêmes. Au début de l'année 2011, VGTRK lance Glavradio qui est diffusée sur le réseau online en même temps que trois stations de la holding, Maïak, Vesti FM et Radio Rossii. Au début, l'émission est animée par Vladimir Soloviov, Sergueï Minaïev, Sergueï Stillavine, Tatiana Oustina, Mikhaïl Weller et Anatoli Kouzitchev. Ensuite de 2012 à sa fermeture en 2014, c'est la troïka Mikhaïl Leontiev, Mikhaïl Iouriev et Anatoli Kouzitchev qui l'animent. Kouzitchev quitte Maïak et Glavradio continue sur YouTube, à partir de 2017, jusqu'en mars 2019, elle sort sur la radio Komsomolskaïa Pravda sous le nom de Glavnaïa tema (thème principal).
À partir du printemps 2011, il dirige l'émission Prophylactique sur Rossiya 1 avec Alexeï Poliakov et Ilia Saveliev. En août 2012, la version radio de ce programme sort sur Maïak. Le 18 mars 2014, Prophylactique cesse et Anatoli Kouzitchev quitte la station.
D'avril 2014 à avril 2016, il est producteur général sur la radio Kommersant FM. Il dirige plusieurs émissions sur cette radio comme Pro et contra, Démocratie. Du 2 février au 30 décembre 2016, il présente Radio Kouzitchev sur Tsargrad TV. Le 12 août 2016, il est élu secrétaire de l'union des journalistes de Russie.
À partir d'août  2016, il retourne sur Perviy Kanal. Il anime les débats de campagne électorale pour les législatives, puis ceux de 2021 ainsi que la campagne présidentielle de 2018 où Ksenia Sobtchak fait un accès de colère à l'un des débats.
À partir du 12 janvier 2017, il anime Le temps nous le dira («Время покажет») sur Perviy Kanal.

## Vie privée
Il épouse en 1990 une ancienne camarade d'études, Natalia Ovsienko,, diplômée de la faculté de sociologie du MGOu.